# 普列奥布拉任斯卡亚农村居民点
普列奥布拉任斯卡亚农村居民点（俄语：Преображенское сельское поселение）是俄罗斯联邦伏尔加格勒州基克维泽区所属的一个农村居民点。其下辖有3个居民点，行政中心为普列奥布拉任斯卡亚。据2016年统计，该农村居民点的人口为5590人。